# Hospital Santa Ana (Manila)
El Hospital Santa Ana se encuentra en el sector de Santa Ana, en el sureste de la ciudad de Manila  (Filipinas). Se ubica en el sitio de un hospital anterior, el Hospital Trinidad, que se trasladó a una nueva ubicación en 1998.
El Hospital Santa Ana fue construido por el Ayuntamiento de Manila con la ayuda de la Fundación de Lucio Tan llamada Tan Yan Kee. Este quería nombrar al hospital en honor de su madre o su padre, mientras que la ciudad quería nombrarlo en honor de Corazón Aquino. Ambas partes estuvieron de acuerdo en usar el nombre actual. El edificio del hospital fue terminado en abril de 2010, concretamente el 28 de abril. Santa Ana cuenta con diez pisos de altura, está totalmente climatizado y tiene una capacidad de 500 camas. 